# Pier Francesco Foggini

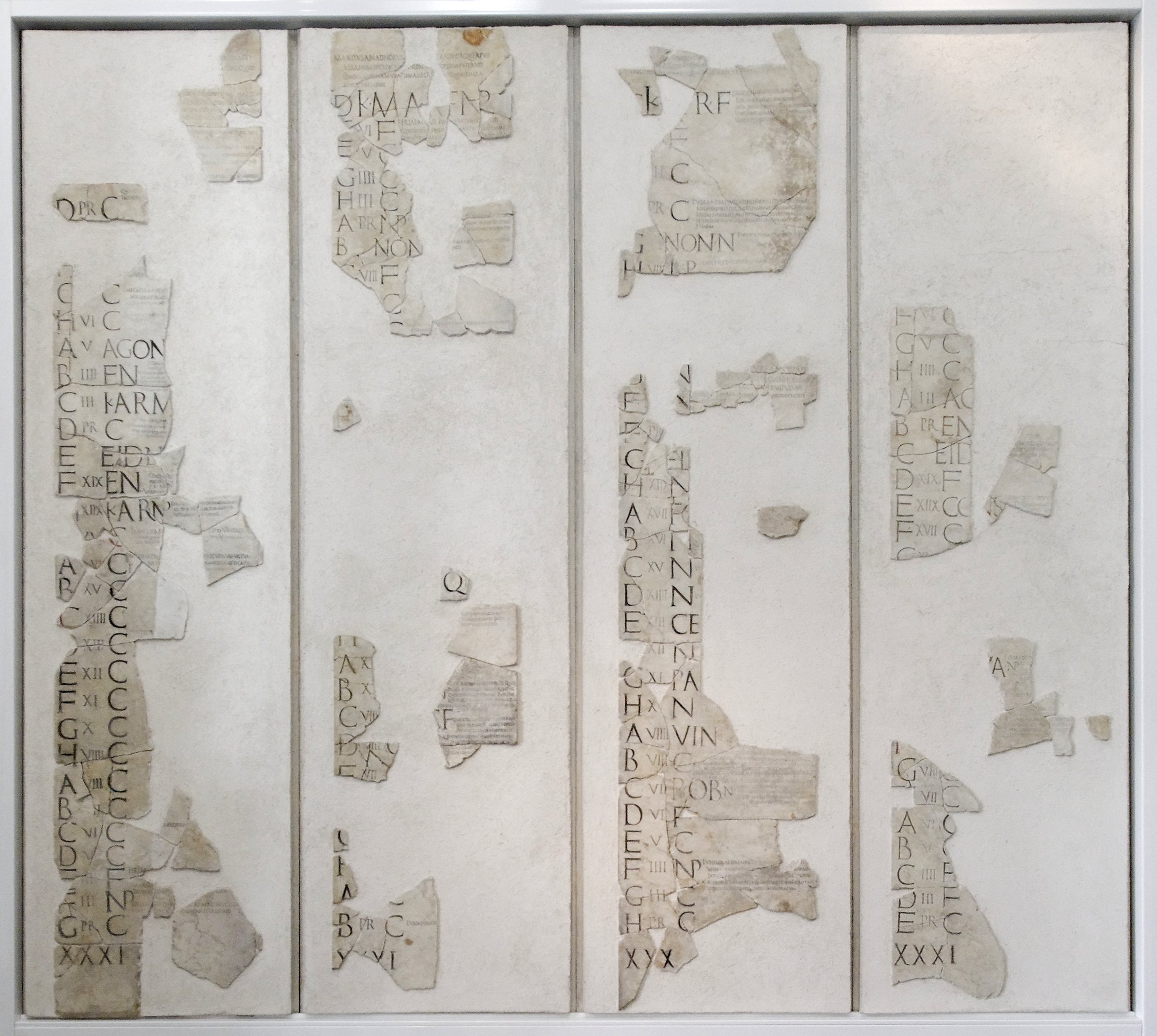
I Fasti Praenestini (Museo nazionale romano)

Pier Francesco Foggini o Pietro Francesco (Firenze, 2 aprile 1713 – Roma, 6 settembre 1783) è stato un antiquario, storico, archeologo e bibliotecario italiano.

## Biografia
Figlio di Giovan Battista Foggini,  scultore e architetto fiorentino, ebbe il favore di due papi, Benedetto XIV e Pio VI. Ha pubblicato un gran numero di opere, sia sulla teologia, che sulle antichità e la letteratura.
A lui si deve la pubblicazione del famoso manoscritto di Virgilio conservato a Firenze nella biblioteca dei Medici e considerato come il più antico (pubblicato nel 1741, in-4). È anche l'autore d'un importante lavoro archeologico sul forum di Preneste, dove ha sistemato il calendario romano di Verrio Flacco, noto come Fasti Praenestini,  pubblicato nel 1779.
È stato bibliotecario del Vaticano.

## Opere
- Fastorum anni romani a Verrio Flacco ordinatorum reliquiae, Rome, 1779.